# Szczyt Maltański (1989)
Szczyt Maltański – odbywający się w dniach 2-3 grudnia 1989 dwustronny szczyt amerykańsko-radziecki, którego głównym punktem były bezpośrednie rozmowy pomiędzy prezydentem USA George’em H.W. Bushem a przywódcą ZSRR Michaiłem Gorbaczowem. Spotkania miały miejsce na Morzu Śródziemnym, niedaleko Malty.

## Tło
Szczyt maltański odbył się zaledwie kilka tygodni po upadku muru berlińskiego, w momencie gdy dobiegał końca okres zimnej wojny.
Doradca ds. bezpieczeństwa narodowego Brent Scowcroft i inni członkowie administracji USA początkowo odradzali prezydentowi Stanów Zjednoczonych wzięcie udziału w planowanym szczycie na Malcie, wskazując, że może on przynieść niekorzystne ustalenia dla Zachodu. Jednakże prezydent Francji François Mitterrand, premier Wielkiej Brytanii Margaret Thatcher, inni przywódcy europejscy oraz kluczowi członkowie Kongresu Stanów Zjednoczonych ostatecznie namówili prezydenta Busha, aby spotkał się z przywódcą Związku Radzieckiego, Michaiłem Gorbaczowem.

## Uczestnicy spotkania
Delegacja radziecka:
- Michaił Gorbaczow – przywódca ZSRR
- Siergiej Achromiejew – marszałek Związku Radzieckiego, doradca Gorbaczowa ds. wojskowych
- Aleksandr Biessmiertnych – wiceminister spraw zagranicznych ZSRR
- Anatolij Dobrynin – ambasador ZSRR w Stanach Zjednoczonych od 1962 do 1986
- Eduard Szewardnadze – minister spraw zagranicznych ZSRR
- Aleksandr Jakowlew – główny ideolog Komunistycznej Partii Związku Radzieckiego (KPZR) i przewodniczący Komisji Polityki Międzynarodowej KC KPZR.

Delegacja amerykańska:
- George H.W. Bush – prezydent
- James Baker – sekretarz stanu USA
- Robert Blackwill – ówczesny specjalny asystent prezydenta ds. bezpieczeństwa narodowego i starszy dyrektor ds. europejskich i radzieckich w Radzie Bezpieczeństwa Narodowego
- Jack F. Matlock Jr. – ambasador USA w Związku Radzieckim
- Condoleezza Rice – ówczesna dyrektor ds. sowieckich i Europy Wschodniej w Radzie Bezpieczeństwa Narodowego
- Brent Scowcroft – doradca ds. bezpieczeństwa narodowego USA
- Raymond Seitz – zastępca sekretarza stanu USA do spraw europejskich i kanadyjskich
- John H. Sununu – szef sztabu Białego Domu
- Margaret Tutwiler – zastępca sekretarza stanu USA ds. spraw publicznych i rzeczniczka Departamentu
- Paul Wolfowitz – podsekretarz obrony USA ds. polityki
- Robert Zoellick – doradca Departamentu Stanu.

## Przebieg szczytu
Spotkania odbywały się na Morzu Śródziemnym, niedaleko Malty. Delegacja radziecka korzystała z krążownika rakietowego „Sława”, podczas gdy delegacja amerykańska miała główną kwaterę na pokładzie USS Belknap. Statki zakotwiczone były na redzie u wybrzeży Marsaxlokk. Sztormowa pogoda i wzburzone morze spowodowały odwołanie lub przełożenie niektórych spotkań pomiędzy delegacjami obu państw.
Spotkanie pomiędzy prezydentem USA George’em H.W. Bushem a przywódcą ZSRR Michaiłem Gorbaczowem odbyło się na pokładzie Maksima Gorkija, radzieckiego statku wycieczkowego wyczarterowanego zachodnioniemieckiej firmie turystycznej Phoenix Reisen, który zakotwiczył w porcie w Marsaxlokk.

## Ustalenia
Podczas szczytu na Malcie nie podpisano żadnych porozumień, jednak wypowiedzi obu przywódców powszechnie potraktowano jako początek końca zimnej wojny, co sygnalizowało poważny punkt zwrotny w stosunkach Wschód–Zachód.
Przemawiając na konferencji prasowej, Michaił Gorbaczow stwierdził, że:

Świat opuszcza jedną epokę i wkracza w inną. Jesteśmy na początku długiej drogi do trwałej, pokojowej ery. Groźba użycia siły, brak zaufania, walka psychologiczna i ideologiczna powinny przejść do przeszłości.

Zapewniłem Prezydenta Stanów Zjednoczonych, że nigdy nie rozpocznę gorącej wojny przeciwko USA.

W odpowiedzi George H.W. Bush zakomunikował opinii publicznej:

Możemy osiągnąć trwały pokój i przekształcić stosunki Wschód-Zachód w ramy trwałej współpracy. To jest przyszłość, którą przewodniczący Gorbaczow i ja rozpoczęliśmy tutaj, na Malcie.

Podczas szczytu prezydent Bush wyraził swoje poparcie dla inicjatywy Gorbaczowa w ramach pieriestrojki i innych reform w bloku komunistycznym.